# Gustav Bauer
Gustav Adolf Bauer (Darkehmen, 6. siječnja 1870. – Berlin, 16. rujna 1944.), je bio njemački političar i kancelar od 14. kolovoza 1919. do 26. ožujka 1920. Bio je član SPD-a.
Rođen u Darkehmenu, blizu današnjeg Kalinjingrada, u tadašnjoj Istočnoj Prusiji, Bauer je po prvi put ušao u povijest kao vođa trgovačke unije, a od 1908. do 1918. bio je predsjednik Generalne komisije za trgovačke unije cijele Njemačke. Kao član Reichstaga, sudjelovao je u vladama Maximiliana Badenskog i Philippa Scheidemanna, i to kao Ministar rada. Kada je Scheidemann 1919. dao otkaz, kao znak protesta Versajskom ugovoru, Bauer je postao kancelar 14. kolovoza. Tu dužnost obnašao je do 26. ožujka 1920., kada je dao otkaz. To se zbilo nedugo nakon neuspjelog Kappovog puča. 
Kasnije je sudjelovao u vladama kancelara Müllera i Wirtha. 